# Heliconius peruvianus
Heliconius peruvianus é uma borboleta neotropical da família Nymphalidae e subfamília Heliconiinae, endêmica de regiões secas e de altitude mediana da cordilheira dos Andes, no Equador e Peru, com seu tipo nomenclatural coletado em Quito. Foi classificada por C. & R. Felder em 1859. Suas lagartas se alimentam de plantas do gênero Passiflora (família Passifloraceae; espécies Passiflora adenopoda, P. rubra, P. suberosa e P. manicata).

## Descrição
Esta espécie, em vista superior e inferior, é de um negro-amarronzado aveludado, trazendo pontuações e linhas longitudinais em branco e amarelo-pálido. Também são distinguíveis pontuações avermelhadas, próximas ao corpo do inseto, em vista inferior.

## Mimetismo
Em seu habitat, Heliconius peruvianus possui uma cor claramente mimética com a da espécie Heliconius charithonia, cuja distribuição geográfica é mais extensa.